# Farkas András (főszolgabíró)
Boldogfai Farkas András (Boldogfa, Zala vármegye, 1740. október 21. - Zalalövő, Zala vármegye, 1782. március 14.), jogász, a zalalövői járás első főszolgabírája, zalalövői földbirtokos.

## Családja és származása
Az ősrégi zalai nemesi boldogfai Farkas család sarja. Boldogfai Farkas Ferenc (1713-1770), Zala megyei alispán, táblabíró, jómódú földbirtokos, és barkóczi Rosty Anna (1722-1784) elsőszülött fiúgyermeke. Az apai nagyszülei boldogfai Farkas János (†1724), Zala vármegye helyettes főszolgabírája, földbirtokos, és a sidi Sidy család sarja sidi Sidy Dorottya (1693–1775) úrnő voltak; az anyai nagyszülei barkóczi Rosty László (fl. 1710-1730) vasi főszolgabíró, földbirtokos és a zalalövői Csapody családból való zalalövői Csapody Mária (fl. 1710-1714) asszony voltak. Keresztszülei egervári Egerváry József (1704-1747) zalai alispán, és neje galánthai Bessenyei Magdolna voltak. Az anyai nagybátyja barkóczi Rosty Ferenc (1718–1790) Vas vármegye alispánja és országgyűlési követe, királyi tanácsos. Fivérei: boldogfai Farkas János (1741-1788), Zala vármegye Ítélőszék elnöke, főjegyzője, boldogfai Farkas László (1747-1796) zalalövői alszolgabíró, boldogfai Farkas Ferenc (1742-1807) jezsuita szerzetes, veszprémi kanonok, és boldogfai Farkas József (1752-1809) piarista pap, rektor Kolozsváron volt. Sógorai csáfordi Csillagh Ádám (1739–1797), Zala vármegye főadószedője, első alügyésze, földbirtokos, akinek a neje boldogfai Farkas Anna (1746–1804) volt, valamint tubolyszeghi Tuboly László (1756–1828), főszolgabíró, táblabíró, költő, földbirtokos, szabadkőműves, nyelvújító, akinek a hitvese boldogfai Farkas Erzsébet (1761-1801) volt. Unokaöccse csáfordi Csillagh Lajos (1789–1860) az 1848-as szabadságharc alatt Zala vármegye első alispánja, illetve az 1848-as Zala megyei állandó bizottmány elnöke, táblabíró, földbirtokos.

## Élete
Szalapataki Nagy Mihály (1706-1756) alispán özvegye, barkóczi Rosty Katalin (†1760) az 1760 július 14.-én kelt végrendeletében a legidősebbik unokaöccsére, boldogfai Farkas Andrásra minden zalalövői ingó és ingatlan javát hagyta. Másrészt, mivel Farkas András édesanyja, Rosty Anna révén az osztopáni Perneszy család leszármazottja volt, akik Zalalövő urai voltak évszázadok során, ahogy nagynénje is, a családja örökölt egy birtokrészt a településen. Rosty Anna 1779-ben megírt végrendeletében, boldogfai Farkas Andrásra hagyta az egész 97 úrbéri holdas zalalövői birtokrészt, amelyen 3 jobbágy család és 10 zsellér család lakott.
Boldogfai Farkas András 1768. szeptember 7-től a kapornaki járás alszolgabirájaként szolgált, lakóhelye a zalalövői kúriája volt. Amikor 1777-ben létrehozták a zalalövői járást Farkas András lett az első főszolgabírája; ezt a tisztséget 1777. szeptember 9-e és 1781. szeptember 24.-e között töltötte be. Mellette a majdani sógora, tubolyszeghi Tuboly László (1756-1828) alszolgabíró tevékenykedett. Az 1781-es tisztség választáskor Tuboly Lászlót, Farkas András öccse, boldogfai Farkas László (1747-1796) váltotta le alszolgabíróként; a beteg Farkas András főszolgabírói hivatalát idősebb nemesnépi Marton György (1730-1795) táblabíró, andráshidai földbirtokos vette át.
1782. március 14.-én hunyt el 41 évesen Zalalövőn.

## Házassága

A Buzád-Hahót nemzetség címere

Farkas András feleségül vette a Hahót-Buzád nemzetségből származó csányi Csánÿ Anna (*1745.–†Rábatótfalu, Vas vármegye, 1800. október 13.) kisasszonyt, akinek a szülei csányi Csánÿ László (1704–1771), táblabíró, szolgabíró, földbirtokos és hertelendi Hertelendy Krisztina asszony voltak. Boldogfai Farkas Andrásné csányi Csánÿ Anna unokaöccse, csányi Csány László (1790–1849) politikus, közmunka- és közlekedésügyi miniszter a Szemere-kormányban, táblabíró, az 1848–49-es szabadságharc vértanúja volt. Farkas András és Csánÿ Anna hazásságából nem maradt örökös. Boldogfai Farkas Ferencné barkóczi Rosty Anna 1779. július 11.-én Zélpusztán írta meg a végrendeletét, amelyen a saját és a férjétől származó birtokait, kúriait, hegyvámjait, szőlői, rétjei, erdőit, bútorait a két leány- és a hét fiúgyermeke közül osztotta szét. A zalalövői földbirtokot legidősebb fiára boldogfai Farkas Andrásra zalalövői főszolgabíróra hagyta. Farkas András özvegyasszonya, Csánÿ Anna, a zalalövői földbirtokát elzálogosította pallini Inkey Imrének, ahhoz, hogy az ő Csánÿ fivérei adóssága kifizetésére hozzájárulhasson; ezzel a zalalövői földbirtok végleg kikerült a boldogfai Farkas család kezéből. Özvegysége alatt Csánÿ Anna elköltözött Rábatótfalura fivéréhez, Csánÿ Ferenc (1745–1809) földbirtokoshoz. Hosszú több éves eredménytelen pereskedések folytak özvegy Farkas Andrásné Csánÿ Anna, majd Csánÿ rokonai és a boldogfai Farkas család örökösei, akik szerették volna visszaszerezni a családi vagyonból kikerült zalalövői birtokot, azonban minden próbálkozás hiábavaló volt.